# Arkadiusz Onyszko
Arkadiusz Onyszko, född 12 januari 1974 i Lublin i Polen, är en polsk fotbollsspelare som tog OS-silver i fotbollsturneringen vid de olympiska sommarspelen 1992 i Barcelona.